# Alan Hernández
Alan Ariel Hernández Rodríguez (nacido el 19 de enero de 1992) es un exfutbolista y chico reality panameño que jugaba como delantero.

## Trayectoria
Hernández comenzó su carrera en las reservas del  Atlético Chiriquí panameño después de casi unirse a la academia juvenil del Ajax en los Países Bajos. En 2010 fichó por el Chievo de la Serie A italiana. En 2012, Hernández fue cedido al Vallée d'Aoste de la tercera división italiana, donde disputó 3 partidos ligueros y marcó 0 goles. El 23 de septiembre de 2012, debutó con el Vallée d'Aoste durante una derrota por 0-2 ante el Rimini. En 2013, Hernández fichó por el club panameño Chorrillo FC ayudándolos a ganar la liga. Regreso a jugar al Atlético Chiriquí en el 2015 y anuncia su retiro del futbol profesional.

### Reality
Participó en el reality de competencia Calle 7 Panamá estuvo desde el 2017 hasta el 2019.

## Selección nacional

### Categorías inferiores
Representó a Panamá sub-20 en la Copa Mundial de Fútbol Sub-20 de 2011.

### Participaciones en Selección Nacional
| Copa                     | Categoría | Sede     | Resultado      | Partidos | Goles |
| ------------------------ | --------- | -------- | -------------- | -------- | ----- |
| Copa Mundial Sub-20 2011 | Sub-20    | Colombia | Fase de grupos | 2        | 0     |

## Clubes
| Club                     | País   | Año         |
| ------------------------ | ------ | ----------- |
| FC Internazionale Milano | Italia | 2006-2009   |
| Chievo Verona            | Italia | 2009 - 2012 |
| Valle d'Aosta Calcio     | Italia | 2012 - 2013 |
| Chievo Verona            | Italia | 2013        |
| Chorrillo FC             | Panamá | 2013 - 2014 |
| Atlético Chiriquí        | Panamá | 2015        |

## Palmarés

### Títulos nacionales
| Título           | Club         | País   | Año    |
| ---------------- | ------------ | ------ | ------ |
| Primera División | Chorrillo FC | Panamá | 2014-C |

## Televisión
| Año       | Programa       | Rol          | Canal     |
| --------- | -------------- | ------------ | --------- |
| 2018-2019 | Calle 7 Panamá | Participante | Telemetro |